# Martijn Monteyne
Martijn Monteyne (Roeselare, 12 november 1984) is een voormalig Belgische profvoetballer die bij voorkeur als rechtsback speelde.
Monteyne speelde in de jeugd voor KSV Roeselare. Hij behoorde vanaf het seizoen 2000/01 tot de selectie van het eerste elftal van de West-Vlaamse club, die hij in de zomer 2007 inruilde voor  Germinal Beerschot. Daar werkte hij samen met trainer Harm van Veldhoven, die hij in de zomer van 2011 volgde naar Roda JC Kerkrade. Met die club degradeerde hij op zaterdag 3 mei 2014 naar de Eerste divisie. Na het seizoen 2014/15 werd zijn contract in eerste instantie niet verlengd. Nadat hij in de zomer van 2015 meetrainde met de Kerkraadse club om zijn conditie op peil te houden, werd hem in augustus toch een nieuw contract voorgelegd. Hij ondertekende een contract voor één seizoen. Na afloop daarvan ging de club niet met hem door.
Voor het daaropvolgende seizoen keerde hij terug naar de ploeg waar hij zijn jeugdopleiding genoten had en tevens zijn debuut in het profvoetbal gemaakt had: KSV Roeselare.
Martijn is een jongere broer van betaald voetballer Pieter-Jan Monteyne.

## Statistieken
| seizoen | club               | land      | competitie      | wed. | goals |
| ------- | ------------------ | --------- | --------------- | ---- | ----- |
| 2001/02 | KSV Roeselare      | België    | Tweede klasse   | 28   | 1     |
| 2002/03 | KSV Roeselare      | België    | Tweede klasse   | 28   | 1     |
| 2003/04 | KSV Roeselare      | België    | Tweede klasse   | 32   | 0     |
| 2004/05 | KSV Roeselare      | België    | Tweede klasse   | 29   | 0     |
| 2005/06 | KSV Roeselare      | België    | Eerste klasse   | 28   | 0     |
| 2006/07 | KSV Roeselare      | België    | Eerste klasse   | 34   | 0     |
| 2007/08 | Germinal Beerschot | België    | Eerste klasse   | 31   | 1     |
| 2008/09 | Germinal Beerschot | België    | Eerste klasse   | 32   | 0     |
| 2009/10 | Germinal Beerschot | België    | Eerste klasse   | 31   | 0     |
| 2010/11 | Germinal Beerschot | België    | Eerste klasse   | 23   | 0     |
| 2011/12 | Roda JC Kerkrade   | Nederland | Eredivisie      | 34   | 0     |
| 2012/13 | Roda JC Kerkrade   | Nederland | Eredivisie      | 28   | 0     |
| 2013/14 | Roda JC Kerkrade   | Nederland | Eredivisie      | 8    | 0     |
| 2014/15 | Roda JC Kerkrade   | Nederland | Eerste divisie  | 18   | 0     |
| 2015/16 | Roda JC Kerkrade   | Nederland | Eredivisie      | 3    | 0     |
| 2016/17 | KSV Roeselare      | België    | Eerste klasse B | 0    | 0     |
|         |                    |           | Totaal          | 387  | 3     |